# Саведжвілл (Вірджинія)
Саведжвілл (англ. Savageville) — переписна місцевість (CDP) в США, в окрузі Аккомак штату Вірджинія. Населення — 175 осіб (2010).

## Географія
Саведжвілл розташований за координатами 37°40′57″ пн. ш. 75°45′33″ зх. д. / 37.68250° пн. ш. 75.75917° зх. д. (37.682522, -75.759175).  За даними Бюро перепису населення США в 2010 році переписна місцевість мала площу 2,78 км², уся площа — суходіл.

## Демографія
Згідно з переписом 2010 року, у переписній місцевості мешкало 175 осіб у 75 домогосподарствах у складі 47 родин. Густота населення становила 63 особи/км².  Було 94 помешкання (34/км²).
Расовий склад населення:
| - 77,7 % — чорних або афроамериканців - 21,1 % — білих - 0,6 % — азіатів |

До двох чи більше рас належало 0,6 %. Частка іспаномовних становила 0,0 % від усіх жителів.
За віковим діапазоном населення розподілялося таким чином: 21,1 % — особи молодші 18 років, 63,5 % — особи у віці 18—64 років, 15,4 % — особи у віці 65 років та старші. Медіана віку мешканця становила 43,6 року. На 100 осіб жіночої статі у переписній місцевості припадало 105,9 чоловіків;  на 100 жінок у віці від 18 років та старших — 102,9 чоловіків також старших 18 років.
Цивільне працевлаштоване населення становило 10 осіб. Основні галузі зайнятості: мистецтво, розваги та відпочинок — 100,0 %.